# Auerbach (Autriche)
Pour les articles homonymes, voir Auerbach.
Auerbach (prononcé en allemand : [ˈaʊɐbax] ) est une commune autrichienne du district de Braunau am Inn en Haute-Autriche.